# Zhou Guozhi
Zhou Guozhi (周国治, março de 1937) é um engenheiro chinês. É acadêmico da Academia Chinesa de Ciências e professor de ciência dos materiais e engenharia da Universidade de Shanghai.